# 美國國家科學研究委員會
美國國家科學研究委員會（英語：United States National Research Council，縮寫：NRC），1916年由美國國家科學院創建的「民間非營利組織」，是美國國家科學院、美國國家工程院和美國國家醫學院具體從事科學技術研究和業務活動的機構，既接受三個國家學院的指導管理，又保持其獨立的研究體制並相互進行協作。

## 設立目的
美國國家科學研究委員會的設立是為了推動更多的科學家和技術專家參加科學研究活動，以實現美國國家科學院、美國國家工程院和美國國家醫學院提出的研究目標。它通過舉辦各種會議設立若干大學科研究委員會（或學會）、開展調查研究、搜集和核實科技數據和資料以及對政府和私人提供的研究計劃基金和獎學金進行管理等活動來實現其目的。
美國國家科學研究委員會的活動經費得到政府和私人基金會的大力支持，同時它給予學者以職稱和資助。委員會的領導機構是管理委員會，它的任務是討論和決定方針政策、指導和審定研究計劃和行政管理等。

## 下設組織
研究委員會下設7個分部﹕行為、社會科學及教育分部、地球及生命科學分部、工程及物理科學分部、醫學研究所、政策及全球事務分部、交通研究組、及海灣研究計劃，這些分部又下設委員會、組等各級研究組織，相當龐大。它們常與政府的相應部門共同對某些科技問題進行探討和研究，並主持與世界各國的學術交流和合作等事宜。國際關係委員會是國家科學研究委員會的一個重要組織，負責研究外國科技情報並與各國相應的機構進行學術合作與交流在這方面起著政府的助理作用。